# Naruto
 Der er for få eller ingen kildehenvisninger i denne artikel, hvilket er et problem. Du kan hjælpe ved at angive troværdige kilder til de påstande, som fremføres i artiklen.

 Naruto (ナルト) er en manga- og animeserie af Masashi Kishimoto. Den handler om hovedpersonen Naruto Uzumaki, som er en 12-årig ninja.

## I Danmark
(forældet)
Den 1. februar 2013 var der udkommet de 53 første bind af Naruto. Disse kan købes i Danmark, da Carlsen udgav Naruto pr. 2. juni 2006. 
Naruto blev vist på DR1 fra januar 2008 – mandage 16.35 og lørdage 10.05 – og den ucensurerede japanske version med undertekster blev vist hver torsdag efter midnat på DR1. episoderne blev også udgivet på DVD
I juni 2013 udkom bind nr. 55, hvilket er den sidste udgivelse i Danmark.
I Danmark er vi nået til sæson 4. Den 1. sæson forløber sig på 26 episoder (censureret).

## Anime
I Japan har de afsluttet den første del af animeen, som er de første 220 afsnit, og den næste del af Naruto, Naruto shippuden er nu også færdig og havde i alt 500 afsnit.
Naruto Shippūden (oversat, Naruto Hurricane Chronicles; Naruto Stormfortællinger), som er den efterfølgende tv-serie af Naruto, der følger part II af mangaen fra kapitel 245, hvor der er gået 2½ år, siden Naruto tog ud for at træne med sin lærermester jiraiya

## Manga
I Japan er sidste kapitel, nr. 700, i mangaen udkommet (Ultimo oktober 2014). Der udkom et nyt kapitel næsten hver onsdag i det japanske mangamagasin Shounen Jump. Kapitlet udkom så på engelsk, hvor det var blevet oversat af fans fra japansk til engelsk, hver onsdag-torsdag. Det nye kapitel kunne så læses gratis på forskellige mangahjemmesider.

## Bemærkninger om de vestlige versioner af Naruto
Den amerikanske version af Naruto er censureret, så de mere voldelige scener er blevet tonet ned, men de samme temaer såsom liv og død indgår naturligvis stadig.
Den engelske oversættelse af mangaen er blevet kritiseret af mange fans for at ændre den oprindelige japanske kontekst.

## Hvad betyder ordene
Genin – Ninja af laveste rang. Tildeles missioner af sværhedsgrad D og af og til C.
Chunin – Ninja af mellemste rang. Tildeles missioner af sværhedsgrad C og B.
Jounin – Ninja af højeste rang. Tildeles opgaver af sværhedsgrad B og A.
Special-Jounin – En gruppe specialninjaer, som tager sig af opgaver i sværhedsgrad A og S. Som f.eks. Ibiki Morino, der har specialiseret sig i afhøring og psykisk tortur.
Kage – Betyder skygge. En status af stor prestige. Kun den stærkeste Shinobi udvælges til kage og prioriterer byens behov og dets indbyggere først.
Der er fem kage hver leder af hver deres by.
- Hokage (火影,  Ild skygge) leder af Konohagakure.
- Kazekage (風影, vind skygge) leder af Sunagakure.
- Mizukage (水影, Vand skygge ) leder af Kirigakure.
- Raikage (雷影, Lyn skygge) leder af  Kumogakure.
- Tsuchikage (土影, jord skygge) leder af Iwagakure.

Kekkei Genkai – En betegnelse for evner, der er nedarvet i generationer, som f.eks. Hakus isjutsuer eller Kimimaros knoglejutsuer. Disse Kekkei Genkai kan ikke læres af andre end medlemmer af den enkelte klan og de kan heller ikke kopieres. Denne form for kunst er altid kombineret ud fra to ud af de fem chakra nature: lyn, jord, vand, ild og vind. For eksempel er Hakus isjutsuer en blanding af vand og vind. 
Kekkei Tota – Jutsu kombineret af tre chakra nature. Den eneste i verden, der har besiddet sådan en kunst, er anden tsuchikage: Muu. 
Keirakukei – De kanaler i kroppen, hvor chakraen løber gennem. De har samme funktion, som blodårer har for kroppens blodtransport. Ødelægges keirakukeien, mister personen evnen til at smede chakra og transportere chakra i kroppen. 
Ninjutsu – Jutsu betyder kunst, så betegnelsen ninjutsu betyder ret enkelt bare ninjakunst. Det er en betegnelse, der dækker alle de kunster, hvor chakra omdannes til energi i kroppen, og via håndtegn udlades i alle slags former og gør fysisk skade på modstanderen. 
Genjutsu – Betyder illusionskunst. Anvenderen styrer modstanderens chakratilførsel og skaber en illusion i deres bevidsthed, som kun gør psykisk skade. 
Taijutsu – Betyder fysisk kunst, som slag og spark. Den er meget hurtigere end nin- og genjutsu og bruger ikke chakra eller håndtegn. 
Senjutsu – Som i Narutos sagemodeteknik. Her opsamler anvenderen naturlig energi udefra, blander det med sin egen chakra og skaber en energi, som både forstærker anvenderen mange gange, kan føle chakra og ondskab og helbreder evt. sår. De eneste kendte, der anvender denne form for jutsu, er Kabuto, Hashirama, Jiraiya og Naruto, som begge er trænet i dette af Fukasaku. 
Fūinjutsu – Forseglingskunst. Anvenderen bruger chakra til at forsegle juinjutsu, chakra eller fysiske skikkelser. Den 4. Hokage anvendte fuinjutsu, da han forseglede den nihalede ræv i Naruto. Kakashi anvendte fuinjutsu, da han forseglede Sasukes juinjutsu. De fleste i krigen anvender denne kunst da de skal forsegle de døde kroppe.
Dōjutsu – Øjenkunst. Der findes mange øjenkunster i shinobiverdenen. Der er sharingan, rinnegan og byakugan. Sharingan kan kopiere næsten alle jutsuer og kan lave genjutsu, men først når man har trænet øjet meget. Kun en klan har sharingan og det er Uchihaklanen. Kakashi fik øjet af sin ven Obito som barn, lige før Obito døde på en mission. Byakugan kan se andres chakranet og kan derfor lamme chakraen fra modstanderen ved at ramme på specielle punkter på kroppen. Byakugan kan også se alt inden for en vis rækkevidde. Kun personer fra Hyagaklanen har disse øjne, bortset fra en kirigakureninja ved navn Au. Rinnegan kan skabe genjutsu og gør det muligt for brugeren at bruge unikke jutsuer. For eksempel Nagato/Madara kunne manipulere med døden på grund af hans rinnegan. Kun personer med uchica- og sensukrafter kan besidde rinnegan. 
Kinjutsu – Forbudte teknikker. Narutos multiskyggeklon jutsu er bl.a. forbudt, fordi den dræner så meget chakra, at brugeren kan dø af det. Orochimaru anvender også mange forbudte teknikker, såsom 'Impure World Resurrection-jutsu'.
Jūinjutsu – Forbandelsesteknikker. Orochimaru forbandede Sasuke under chunineksamnen. En forbandelse, der kunne koste ham livet, men hvis han overlevede, blev han tildelt styrke. 
Biju – Betyder halede bæster eller halede dæmoner. En betegnelse, der dækker alle de bæster, der er forsejlet i mennesket eller er løsladt. Der er ni bæster i alt. De har relation til japansk mytologi, hvor bæster af samme skikkelser og antal haler optræder. Hvis alle ni dæmoner bliver samlet, kan man samle alle de ni dæmoner til en tihalet dæmon, som hedder Juubi. Det er der akatski, som prøver på at gøre, så de kan overtage verdenen
- Ichibi – Det ethalede bæst. Går under navnet Shukaku. Forsejlet i Gaara No Sabaku fra Sunagakure. Ligner en vaskebjørn. Hans egentlige navn er Shukaku. Hans specielle våben er sand.

- Niibi – Det tohalede bæst. Går under navnet Nekomata. Forsejlet i Yugito Nii fra Kumogakure. Ligner en kat. Hans egentlige navn er Matatabi. Hans specielle våben er ild.

- Sanbi – Det trehalede bæst. Går under navnet Isonade. Oprindeligt forsejlet i den 4. mizukage, Yagura, men sluppet fri efter Obito dræbte ham. Ligner en skildpadde. Hans egentlige navn er Isopu. Han specielle våben er miniudgaver af ham selv og hans hårde skjold.

- Yonbi – Det firehalede bæst. Går under navnet Sokou. Forsejlet i Roshi fra Iwagakure. Ligner en abe. Hans egentlige navn er Son Goku. Hans hemmelige våben er lava.

- Gobi – Det femhalede bæst. Går under navnet Houkou, Forsejlet i Han fra Iwagakure. Ligner en blanding af en delfin og en hest. Hans egentlige navn er Kokuou. Hans specielle våben er hans sylespidse horn i panden.

- Rokubi – Det sekshalede bæst. Går under navnet Raijou. Forsejlet i Utakata fra Kirigakure. Ligner en snegl. Hans egentlige navn er Saiken. Hans specielle våben er syre.

- Shichibi – Det syvhalede bæst. Går under navnet Kaku. Har ikke syv haler, men seks vinger og en hale. Forsejlet i Fū fra Takigakure. Ligner en japansk næsehornsbille. Hans egentlige navn er Choumei. Hans specielle våben er vind.

- Hachibi – Det ottehalede bæst. Går under navnet Yamata No Orochi. Forsejlet i Killerbee fra Kumogakure. Har ikke otte haler, men otte tentakler. Ligner en blanding mellem en blæksprutte og en okse. Hans egentlige navn er Gyuuki. Hans specielle våben er de otte haler, den bruger, som den har lyst til.

- Kyūbi – Det ni-halede bæst. Går under navnet Kyubi no Youko. Forsejlet i Naruto fra Konohagakure. Ligner en ræv. Hans egentlige navn er Kurama. Hans specielle våben er al hans chakra, hvilken næsten er lige så stor, som seks af de andre tilsammen, også selvom Minato forseglede halvdelen af chakraen væk.

- Jūbi – Det tihalede bæst. Alle ni bæster er chakraportioner af den tihalede. Den tihalede siges i serien at være guden, der skabte bjerge og oceaner og er stort set naturen selv. Bijuernes egenskaber var alle sammen Jubis.

Jinchūriki – Betegnelsen for de personer, der indeholder et halet bæst. Udtrækkes det halede bæst fra sin vært, dør værten. Dør værten inden bæstet udtrækkes, 'dør' bæstet også. Og dog bliver det snart genoplivet af uforklarlige årsager.
Sharingan - Anvenderen skærper sin øjensans på mange måder. Kan anvendes til at kopiere både ninjutsu, genjutsu og taijutsu. Brug af sharingan kan hypnotisere modstanderen med genjutsu. Den sluger ikke så meget chakra fra folk af Uchihaklanen, som den gør ved Kakashi Hatake, som fik det af Obito Uchiha, der var døende. Medlemmer af Uchihaklanen får det af naturlige årsager, så det tager mere chakra fra Kakashi end Itachi og Sasuke. Sharingan kan også se, hvad der sker om 3 sekunder.
- Mangekyō Sharingan – Andet stadie i sharingan. Dette stadie kan kun opnås ved at dræbe en nær ven. Anvenderen har øget sin sharingans evner. Mangekyō Sharingan har forskellige tegn hos hver enkelt person, derfor varierer også de kræfter, de giver. Ved brug af mangekyō sharingan nedsættes synet og kulminerer med permanent blindhed. En person, der får mangekyō sharingan i begge øjne, får oftest tre evner: amaterasu (天照), en sort ild, der er stærkere end normal ild og flamberer alt, hvad brugerens øje fokuserer på, og kan kun slukkes af brugeren. Tsukuyomi (月読), verdens stærkeste genjutsu, der endda kan påføre permanente skader til hjernen, hvis man udsættes for meget og for længe. Susanoo (須佐能乎), som en af de stærkeste teknikker ydet til dem, der har erhvervet sig mangekyō sharingan, er det brugerens beskyttergud, men samtidig forbruger det brugerens liv.

Eternal Mangekyo Sharingan – Tredje stadie i sharingan. Dette kan kun opnås ved at få øjnene fra en nær Uchihaslægtning med mangekyo sharingan. Det giver personen yderligere kræfter, kombinerer de gamle øjne med ens egne og giver en person sit syn permanent tilbage. Lyset forsvinder aldrig fra disse øjne.
Byakugan – Det siges at sharingan er udsprunget af byakugan. Anvenderen opnår et næsten komplet 360 graders synsfelt. De opnår også evnen til at kunne se igennem objekter og kan forlænge deres syn med uanede længder, hvilket derfor gør dem ideelle til spionage- eller sporingsmissioner. Anvenderen kan også se sin modstanders chakrakanaler og stoppe deres chakratilførelse ved at trykke på punkter på kroppen. Dette gør dem til svære modstandere i situationer, hvor taijutsu anvnendes.
Rinnegan – Den stærkeste dojutsu. Opnås ved at have både Uchiha-DNA og Senju-DNA. Da Uzumakiklanen er tæt forbundet med Senjuklanen, er det muligt at Uzumaki kan gå som senju i denne formel. Den vil nærmest virke som et fjerde stadie til sharingan, og hvis opnået på denne måde ikke bremse sharinganevner såsom tsukiyomi og susanoo. En stærk teknik, som kræver susanoo, men er kun set brugt via rinnegan af en reanimeret påkaldelse, uren verdensreanimering, (Summoning Impure world reanimation, Kuchiyose Edo Tensei). Madara Uchiha er "Heaven Concealed/Shattered Heaven" (navngivet i Ultimate Ninja storm 3). Den påkalder en perfekt formet meteor på ca. 200 meter i diameter og smider den ned i området. Madara påkalder endnu en, da den første stoppes af Oonoki.
Rinnegan giver også evnen til, at man kan bruge seks "vejes" evner, deriblandt magnetiske evner, sjællæsning og -fjernelse. Genoplivning af de døde (kræver mere chakra, jo flere der er, og jo ældre ligene er).
En myte i shinobiverdenen; Det siges at alle jutsuer er udsprunget fra rinnegan. Anvenderen af denne dojutsu kan lære alle jutsuer indenfor de fem elementer; vand, ild, lyn, jord og vind, inklusive jutsuer, der er helt unikke for rinnegan, såsom Yin og Yang Jutsu. Kun Madara Uchiha, Nagato Uzumaki, Tobi-Obito Uchiha og Sage of The Six Paths (De Seks Vejes Vismand) er blevet set med det.
ANBU – Ninjabyernes svar på FBI. En organisation der tager sine ordrer fra byernes kage og udfører svære specialmissioner, såsom likvidering og tortur. Medlemmerne er håndplukket efter evner og bærer altid maske for, at deres identitet skal kun kendes af byens kage og rådførere.
Root – En organisation i Konoha, som er mere hemmelig end ANBU. Der lægges stor vægt på fortrolighed og derfor udføres missioner oftest i mørke. Medlemmerne her vokser op blandt hinanden som brødre og tvinges i dødskamp for at dræbe deres følelser. Organisationen er opført af Danzō Shimura og deres agenter adlyder kun ham, medmindre de får ordre til andet.

## Plot

### Del I
Naruto er udstødt i sin by. Han indeholder nemlig den nihalede dæmonræv. Han er klassens sprællemand i ninjaskolen. Han laver altid ballade og tiltrækker sig opmærksomheden, men han bliver godt og grundigt til grin, da han ikke består gradueringseksamen – for tredje gang! Alle hans klassekammerater består. Naruto føler sig uduelig og latterliggjort, men han får råd af Mizuki. Hvis han får fingrene i en forbudt skriftrulle, kan han lære jutsu som han uden tvivl vil blive gradueret for. Det lover Mizuki ham. 
Naruto finder rullen, stikker af og slår op på første jutsu i skriftrullen og begynder at træne. Hele byen er til gengæld blevet informeret om Narutos ugerning og jagter ham nu. For skriftrullen må ikke falde i de forkerte hænder. Mizuki finder Naruto først og forsøger at stjæle skriftrullen fra ham. Men Iruka Omino – klasselæreren – kommer ham til undsætning. Naruto stikker af med Mizuki lige i hælende. Iruka viser stor tiltro til Naruto. Han finder styrke nok til, at han kan besejre Mizuki, endda med sin nye jutsu. Efterfølgende beslutter Iruka at graduere Naruto efter hans flotte præstation. Naruto har endelig opnået sit mål om at blive en ninja. Nu vil han være den bedste ninja! 
Som nygradueret ninja skal Naruto sættes på et hold sammensat af andre nygraduerede ninjaer og en holdkaptajn. Hans to nye holdkammerater bliver Sasuke Uchiha, klassens talentfulde ninja og ret seje, og Sakura Haruno, klassen stræber, som Naruto er lidt lun på. Deres holdkaptajn bliver Kakashi Hatake, en af Konohas stærkeste shinobi og en forhenværende ANBU agent. Tilsammen udgør de Team 7. Deres første opgave bliver at vise, at de kan arbejde sammen som et hold mod Kakashi. En prøve, Kakashi aldrig har bestået nogen i!

#### Landet af Bølger-akt (kap. 9-33)
På deres første mission uden for Konoha skal Team 7 eskortere en ældre mand med navnet Tazuna hjem til hans hjemland, Landet af Bølger. På vejen bliver de angrebet af Dæmonbrødrende, som vil slå Tazuna ihjel. Sasuke og Sakura gør deres bedste for at beskytte Tazuna, mens Naruto intet kan gøre, da han er i chok, men Kakashi klarer ærterne. Det går op for Team 7, at der er mere ved denne mission end bare at skulle eskortere Tazuna. Tazuna bekender sin løgnehistorie og fortæller sandheden. Forretningsmanden Gato har overtaget styringen i hans land, som lever i fattigdom. Tazuna vil bygge en bro så hans hjemland igen kan være økonomisk uafhængig af Gato. Og derfor er Tazuna en eftersøgt mand. Team 7 skal ikke fungere som eskorte, men som bodyguards.
Zabuza Momochi, morderen fra Kirigagure, og en af de syv sværdmænd fra tågen ansættes af Gato til at likvidere Tazuna. Kakashi forstår alvoren i situationen, da Zabuza konfronterer dem, og han skyr ingen midler for at forsvare sit hold mod denne dødsensfarlige forbryder. Kakashi fejler i første omgang og pacificeres. Men Naruto er fast besluttet på at vise sit værd som ninja. Han vil bevise, at han ikke er bange ligesom sidste gang. Han og Sasuke arbejder sammen mod Zabuza, og i fællesskab formår de at befri Kakashi. Nu står Zabuza ikke megen chance mod Kakashi og hans sharinganøje. Zabuza reddes af ninjadrengen, Haku, inden Kakashi kan sætte nådesstødet ind, og de forsvinder. 
Kakashi henstiller sit hold til chakratræning, så de er klar, når Zabuza vender tilbage. Der går ikke mere end en uge, før Zabuza dukker op igen. Denne gang støder de sammen på den bro Tazuna bygger. Kakashi tager sig af Zabuza, Sasuke tager sig af Haku og Sakura beskytter Tazuna. Naruto har sovet over sig og vågner til stor undren, hvor de andre mon er henne. Han skynder sig straks i tøjet og ud af døren for at komme sine kammerater til hjælp. Naruto assisterer Sasuke, men kan ikke gøre noget imod Haku og hans isjutsu. Da han gør det af med Sasuke, eksploderer Naruto i den nihaledes chakra, og han får bugt med Haku. Men Haku forsvinder og undsætter Zabuza endnu en gang, inden Kakashi kan give ham nådesstødet. Denne gang koster det Haku hans liv. Naruto anfægter Zabuzas motiv om at benytte Haku som sit værktøj og mener ikke, at Haku betød noget for Zabuza. Men det er ikke tilfældet. Zabuza begræder sin unge vens død. 
Gato dukker op på broen med mange ninjaer for at likvidere Zabuza, så han slipper for dyre lønomkostninger. Zabuza, der nu påråber fred mellem sig selv og Kakashi, ønsker som sin sidste gerning at dræbe Gato. Dermed redder Zabuza landet fra Gatos styre og mister samtidig livet. 
Team 7 rejser hjem igen ved broens indvielse. Tazuna synes, Naruto gjorde store bedrifter på broen og beslutter, at broen skal hedde 'Den Store Narutobro'.

#### Chuunin Eksamen-akt (kap. 34-114)
Efter endt mission vender Team 7 tilbage til Konoha for at forberede sig til chunineksamen. Først møder de Konohamaru og hans ninjateam, som altid er ude på at drille Naruto. Efter dette støder de ind i flere nye ansigter, som senere i historien får betydning for handlingen, bl.a. de tre søskende fra Sunagakure (byen skjult i sandet), Gaara, Kankuro og Temari. Også Kabuto, som senere viser sig at være Orochimarus højre hånd, introduceres. Gaara, der ligesom Naruto er vært for en biju (en dæmon), er aldrig blevet såret i kamp. Team 7 består den indledende, skriftlige prøve og går videre til en prøve, som skal foregå i The Forest of Death. Hvert hold tildeles én af to skriftruller, men for at bestå prøven er begge skriftruller påkrævet. Derfor skal holdene forsøge at besejre andre hold for at få fingre i deres manglende skriftrulle. Flere unge shinobier mister livet i forsøget på at klare opgaven. Vores hovedperson og hans to holdkammerater løber ind i store problemer, da de støder på Orochimaru i forklædning. Han er kommet for at se Sasuke an, han har udset sig Sasukes krop som sin næste beholder. I kampens hede tildeler Orochimaru Sasuke ham The Curse Mark. Efter Orochimaru har trukket sig tilbage, falder Sasuke og Naruto i koma grundet kvæstelser. Sakura må nu passe på dem. Nogle soundninjas, der også deltager, angriber på ordre fra Orochimaru. Sakura gør alt, hvad der står i hendes magt for at beskytte Naruto og Sasuke, og med hjælp fra Rock Lee og andre kammerater, der kommer hende til hjælp, gør de alt, hvad de kan, men det er først da Sasuke vågner at soundninjaerne trækker sig tilbage besejret. Team 7 genoptager opgaven og klarer den kun lige med nød og næppe med hjælp fra Kabuto.
De vindende hold, der står tilbage er mange. For mange. Og selvom Kabuto opgiver, beslutter eksamenslederne alligevel at holde nogle indledende knockoutkampe for at reducere antallet af finalister. Kampene udfolder sig således:
1. runde – Sasuke vs Yoroi – vinder Sasuke
2. runde – Shino vs Zaku – vinder Shino
3. runde – Kankuro vs Misumi – vinder Kankuro
4. runde – Sakura vs Ino – Uafgjort (ingen gik videre)
5. runde – Temari vs Tenten – vinder Temari
6. runde – Shikamaru vs Kin – vinder Shikamaru
7. runde – Naruto vs Kiba – vinder Naruto
8. runde – Neji vs Hinata – vinder Neji
9. runde – Gaara vs Rock Lee – vinder Gaara
10. runde – Dosu vs Choji – vinder Dosu
Dermed begynder en måneds optakt til finalerunderne, og Naruto splittes fra sine kammerater for at gå i intensiv træning. Da Kakashi skal træne Sasuke og dermed ikke har tid til Naruto, finder han ham en ny lærer. Det bliver Ebisu, Konohamarus sensei, til Narutos store frustration, da han allerede har besejret ham i begyndelsen af historien. Han nægter at lade ham træne sig. Det ender med, at Naruto slipper for Ebisus lektioner og i stedet bliver elev hos Jiraiya, en af de tre legendariske sannin og Narutos fars tidligere sensei. Naruto lærer at påkalde Gamabunta, en gigantisk tudse, som kan påkaldes til hjælp i kamp. Jiraiya fjerner også Orochimarus jutsu, der forsegler den nihaledes chakra, hvilket også gav Naruto problemer med at bruge sin egen chakra. I mellemtiden dør Dosu da han konfronterer Gaara og hans frygtindgydende biju, Shukaku. 
Dagen oprinder, og finalerunderne skydes i gang. Kampene udfolder sig således:
1. kamp – Naruto vs Neji – vinder Naruto
2. kamp – Gaara vs Sasuke – udskydes da Sasuke ikke er dukket op. 
3. kamp – Kankuro vs Shino – vinder Shino (Kankuro trækker sig uden kamp)
4. kamp – Temari vs Shikamaru – vinder Temari – (Shikamaru trækker sig, da han har opbrugt al sin chakra)
2. kamp (genoptaget) – Gaara vs Sasuke – afbrydes, da Orochimaru invaderer Konohagakure!
Invasion af Konoha-akt (kap. 115-138)
Sasuke formår at såre Gaara i kamp, og for første gang i sit liv føler Gaara smerte. Han bliver fortvivlet og vred. Afbrydelsen af Sasukes og Gaaras kamp giver mulighed for Gaara at flygte med Temari og Kankuro ud i skoven med Sasuke i hælene. Shino følger efter dem i hemmelighed. Rundt om i hele Konoha kæmper Konohagakure shinobier mod de invaderende tropper. Jiraiya en af de legendariske sannin assisterer i kampen. På stadionet for finalerunderne kæmper de to rivaler Might Guy og Kakashi i fællesskab. Kakashi beordrer Sakura, Naruto og Shikamaru at følge efter og bakke Sasuke op. En gruppe af de invaderende soundninjaer jagter dem, og Shikamaru beslutter at lade Naruto og Sakura fortsætte for at tage sig af dem alene. Men alene var han ikke, da hans Sensei, Asuma, endelig finder ham og beskytter Shikamaru.
I mellemtiden har Sasuke indhentet Gaara. Temari beslutter at lade Kankuro og Gaara fortsætte og sænke Sasuke. Men Temari er ikke megen modstander for Sasuke. Han genoptager jagten. Da han igen indhenter Gaara, er det Kankuros tur til at forsøge at sænke Sasuke, men Shino træder til og kæmper i Sasukes sted, da han føler Kankuro skylder ham en kamp – han trak sig jo i finalerunderne. Shino vinder, men blev forgiftet af Kankuro og kan ikke fortsætte. Temari, der forenedes med Gaara efter kampen mod Sasuke, flygter med Gaara, men indhentes igen. Denne gang er Gaara klar til kamp. Gaara er mere end Sasuke kan klare, og han må se sig besejret. Naruto og Sakura dukker op. Sakura beskytter Sasuke, der er hårdt såret, mens Naruto kæmper mod Gaara. Det bliver en intens affære! Gaara er i bund og grund meget stærkere end Naruto, men Narutos stålsathed og ønske om at beskytte sine venner viser sig mere, end Gaara kan håndtere. Udmattet og afkræftet må Gaara se sig besejret. Gaara der før kæmpede for at slå ihjel, har lært en vigtig lektion – kærlighed til sine venner er sand styrke.
Imens alt dette finder sted, kæmper den tredje hokage, Sarutobi, imod Orochimaru. Orochimaru fremkalder den første og den anden hokage i en form for levende døde. Sarutobi har fået sin sag for og bruger mange kræfter på at kæmpe mod den første og den anden hokage. Så mange, at han ikke ser anden udvej end at give sit eget liv i forsøget på at stoppe Orochimaru. Han fejler, men Orochimaru er hårdt ramt, begge hans arme er dysfunktionelle, og han kan derfor aldrig udføre jutsu igen. Han trækker sig og invasionen af Konohagakure er ovre. Konoha har sejret, men mange shinobi er døde, inklusiv den tredje hokage, som var byens overhoved og beskytter.

#### Find Tsunade-akt (kap. 139-171)
Efter invasionen af Konoha står folk tilbage med et vigtigt spørgsmål: Hvem skal tage pladsen som den nye hokage? Jiraiya er en oplagt mulighed, men han finder ikke stillingen passende, han har mere lyst til at rejse rundt. Derfor udtænker han en ide om, at lade Tsunade tage pladsen. 
Det er i dagene efter invasionen, at Konoha får besøg af Itachi Uchiha og Kisame, to medlemmer af gruppen Akatsuki, hvis mål det er at fange alle bijuer, de halede dæmoner. 
Kakashi ser de to nyankomne og beslutter straks at se dem an. Han, Asuma og Kurenai konfronterer dem, men er dem underlegne. Kakashi ender på hospitalet i flere dage – kun reddet, da Might Guy kommer, at deres chancer forbedres. Men de to er ikke kommet for at slås og stikker af.
Senere finder Kisame og Itachi Naruto, som de forsøger at tage med. Sasuke hørte om Itachi, som er hans storebror, som han har svoret at dræbe, eftersom Itachi udeslettede hele Uchihaklanen, og finder ham og forsøger at dræbe sin bror, men formår intet imod Itachi, der er alt for stærk. Jiraiya stopper dem uden megen kamp, hvorefter de flygter. Herefter drager Naruto og Jiraiya ud for at finde Tsunade. 
Tsunade er også en af de tre legendariske sannin. Hun, Jiraiya og Orochimaru er tidligere holdkammerater; deres sensei var den tredje hokage. Hun er en gambler og bruger alt for mange penge på spil. Hun er bomstærk og besidder stærke medicinske evner – så stærke, at også Orochimaru forsøger at finde hende, så hun kan kurere hans dysfunktionelle arme. Da Naruto og Jiraiya i første omgang tilbyder hende titlen som hokage, takker hun nej. Hun og Orochimaru mødes, hvor hun lover at helbrede hans arme, hvis han lover ikke at angribe byen. Kabuto, Orochimarus højre hånd, der også er i stand til at yde medicinsk helbredelse, stopper hende, da han kan føle hendes intention om at dræbe Orochimaru med hendes medicinske evner. Hun angriber Orochimaru, og Kabuto kæmper i sin herres sted, idet hans arme er ubrugelige, men må indse, at han ikke er nogen værdig modstander for Tsunade. Derfor beslutter han sig for, at udnytte Tsunades frygt for blod og skærer i sit eget håndled, hvilket paralyserer Tsunade. Kabuto, der nu er i stand til at banke Tsunade, forstyrres af Naruto, Jiraiya og Shizune (Tsunades lærling). Mens Shizune helbreder Tsunade, besejrer Naruto, Kabuto. Orochimaru, der bekymrer sig for hvilken trussel Naruto kan blive i fremtiden, forsøger at dræbe ham, men Tsunade beskytter ham, og hun beslutter at tage imod titlen som hokage. Hun samarbejder med Jiraiya og de tre legendariske sannin kæmper. Orochimaru besejres, og han sværger at udslette Konoha, når hans arme er helbredt. De rejser tilbage til Konoha, og Tsunade indtager pladsen som den femte hokage.

#### Hentning af Sasuke-akt (kap. 172-238)
Tsunade er indtrådt som ny Hokage. Hun helbreder Sasukes fysiske sår efter hans møde mod Itachi. Men mod hans psykiske sår kan hun intet gøre. Ikke en gang Kakashi kan stoppe Sasukes, nu endnu mere, brændende ønske om at dræbe sin storebror. 
Tsunade tager sig også af Rock Lees alvorlige skader efter hans kamp mod Gaara i chunineksamens elimineringsrunde. Hun kan helbrede ham, men chancen for at Rock Lees operation bliver en succes, er ligeså stor som risikoen for fiasko. Måske vil Rock Lee aldrig mere kunne være ninja! 
Efter Narutos sejr over både Kiba, Neji og Gaara, har Sasuke nu indset, at Naruto er blevet meget stærkere på kort tid. Selv føler han, at der er stilvande i hans udvikling. Det går ham på. I ren vrede og jalousi udfordrer han Naruto, med Sakura som eneste tilskuer. Hun forsøger at stoppe dem, men hun er hjælpeløs mod sine to overlegne holdkammerater. Kakashi afværger dog deres angreb, inden det går galt. Sasuke forsvinder i vrede. Han opsøges senere af Orochimarus bodyguards – sound 4 – som er kommet for at overbevise Sasuke om Orochimarus værdier. Sasuke, der ønsker styrke, følger dem. Han kan ikke stoppes. Selv da Sakura har erklæret sin kærlighed til ham, er han urokkelig. Han takker hende blot og slår hende bevidstløs. 
Da Sakura vågner op igen, skynder hun sig at rapportere til Tsunade, som straks gør Shikamaru kaptajn af et hold, han selv skal sammensætte. De skal bringe Sasuke tilbage. Han vælger Naruto, for hans kendskab til Sasuke, Chouji, for deres samarbejde i Team 10, samt Kiba og Neji for deres sporingskundskaber. De drager ud. Rock Lee er i mellemtiden blevet opereret af Tsunade med succes og er, til stor forundring for Gai og Tsunade draget ud for at hjælpe Team Shikamaru, som kæmper hver især mod en af Orochimarus håndlangere. Det bliver lange og hårde kampe. Men med hjælp fra Temari, Kankuro og Gaara besejres Orochimarus bodyguards. 
Naruto er blevet sendt i forvejen og finder Sasuke og kamp udbryder. Denne gang er Kakashi der ikke til at afbryde – selvom han dog er på vej! Sasuke ved, at han opnår en stærkere sharingan, hvis han dræber sin bedste ven. Derfor er han fast besluttet på at dræbe Naruto. Naruto er derimod fast besluttet på at give sit liv i forsøget på at tilbageholde Sasuke, som han under ingen omstændigheder vil se i Orochimarus vold. Naruto taber. Men Sasuke kan ikke dræbe sin bedste ven. I stedet vandrer han nu uforstyrret imod Orochimaru. Kakashi dukker op og finder en bevidstløs Naruto. Kakashi bringer Naruto tilbage til Konoha. Jiraiya og Naruto får en snak om Sasuke og fremtiden. Jiraiya vil træne Naruto. Og Naruto vil blive stærkere, så han kan hjælpe Sasuke. Sakura, der er træt af altid at være afhængig af Naruto, ønsker at blive elev hos Tsunade. Det bliver hun. Herefter forlader Naruto og Jiraiya Konoha. Naruto kan nu se frem til 2½ års intensiv træning. Her slutter historien, inden den fortsætter sin fortælling i Shippuden.

#### Tilbageblik: Kakashis unge år-akt (kap. 239-244)
Her oplever man en yngre Kakashi under den tredje ninja-verdenskrig sammen med sine to gruppemedlemmer, Obito Uchiha og Rin, og deres gruppeleder, Fjerde Generation. Man ser bl.a., hvordan Kakashi fik sit berømte Sharingan-øje.

### Del II

#### Red Gaara-akt (kap. 245-280)
Efter 3 år vender Naruto tilbage til Konoha og bydes velkommen. Men der er arbejde, der skal gøres, og hans evner skal testes sammen med Sakura, hvor de skal kæmpe mod deres gamle sensei, Kakashi. Naruto finder ud af, at alle på hans årgang er blevet chunins, nogle få er blevet jounin; Neji, Temari og Kankuro og han er specielt interesseret i Gaara, som er blevet kazekage for Sunagakure, byen skjult i sandet. Mens alt dette finder sted kommer to Akatsukimedlemmer til Sunagakure og den ene af dem, Deidara, kæmper mod Gaara. Deidara vinder og tager derefter Gaara med til et skjulested, hvor de vil trække Gaaras biju (det halede bæst) ud af ham. Naruto bliver derfor sendt på en redningsaktion, hvor han, Sakura, Kakashi og Lady Chiyo danner gruppe, der senere bliver assisteret af Team Gai, bestående af Tenten, Lee, Neji og Gai sensei. De finder skjulestedet, men kan ikke komme ind, før de har passeret en forhindring, som Team Gai tager sig af. Da forhindringen er væk finder Team Kakashi Gaara død og Deidara og Sasori, det andet Akatsukimedlem, hvilket gør Naruto supervred. Sakura og Lady Chiyo kæmper mod Sasori, Chiyos barnebarn, og Naruto og Kakashi følger efter Deidara. De stopper ham og får Gaara tilbage, hvorefter Deidara lader som om, han sprænger sig selv i luften, men han flygter blot. Gaara er død, men bliver genoplivet af Lady Chiyo, men det koster hende sit eget liv.

#### Sai og Sasuke-akt (kap. 281-310)
Efter happy ending med Gaaras genopstandelse og Sasoris død er vi igen tilbage i Konoha, hvor Team 7's nyeste medlem, der skal erstatte Sasuke, præsenteres, hans navn er Sai. Inden længe skal de nye holdkammerater på deres første mission, men det synes svært for især Naruto og Sai at holde sammen, da de endnu ikke har opbygget noget venskabeligt bånd imellem sig, som Naruto og Sasuke havde. Sai kommer også skævt ind på Sakura, da han ikke har kendskab til almindelig høflig opførsel, hvilket går Sakura på nerverne.
Team 7's nye mission er at få informationer ud af Sasoris spion, der er undercover hos Orochimaru. Da de endelig møder denne spion, Kabuto, viser det sig, at han arbejder 100 % under Orochimarus befalinger. Missionen slår fejl, da Team 7 bliver gennemskuet og midt under hele seancen dukker Orochimaru op. Naruto, som mere eller mindre er under den nihalede rævs kontrol, går bersærk og kæmper en eksplosiv kamp mod Orochimaru. Kaptajn Yamato – Team 7's stand-in jounin leder, (da Kakashi stadig ligger på hospitalet efter at have brugt sin mangekyou sharingan) sørger dog for, at Naruto ikke kommer helt ud af kontrol med sin særlige kekkei genkai. Orochimaru og hans højre hånd, Kabuto, trækker sig midlertidigt tilbage sammen med Sai, efter Sai har overbevist Orochimaru om, at han kan stole på ham. 
De følger dog efter dem til Orochimarus skjulested. Sai der er undercover for Root, ledet af Danzou, uden at hverken Naruto, Sakura eller Yamato ved af det, infiltrerer deres skjulested og forsøger på at fange Konohas 'Missing-nin', Sasuke Uchiha. Sai blev påvirket af Naruto og prøver at fange Sasuke i stedet for at dræbe ham, som er hans egentlige mission. De resterende medlemmer af Team 7 er også fulgt efter og finder ligeledes vej ind til fjendens gemakker i håb om at hente Sasuke hjem. Endelig støder de på Sasuke, som ingen intention har om at komme med tilbage til Konoha og en mindre kamp opstår. Under kampen trænger Sasuke ind i Narutos sind til den nihalede ræv, hvor den nihalede ræv sammenligner Sasuke med en vis Madara Uchiha. Men igen må Naruto udskyde sit løfte til Sakura om at bringe Sasuke tilbage, da han, Kabuto og Orochimaru endnu engang trækker sig tilbage. Naruto er frustreret og vred på sig selv, da han indser, at han igen ikke kan matche Sasukes styrke. 
Sai, der som en del af Root, har nu indset, at han har fået nogle venner. 

#### Hidan og Kakuzu-akt (kap. 311-342)
Hjemvendt til Konoha efter nederlaget mod Sasuke besøger Naruto, Sai og Sakura Kakashi, som stadig ligger på hospitalet efter kampen mod Deidara. Naruto fortæller Kakashi, at han på nuværende tidspunkt ikke har nogen mulighed for at slå Sasuke. Kakashi fortæller Naruto, at selv om han har ligget indlagt, har han ikke lavet ingenting. Han har fundet på en måde at lære Naruto nye jutsuer på, meget hurtigt. Samtidig lærer man et nyt makkerpar fra Akatsuki at kende; Hidan og Kakuzu. De formår at fange den tohalede biju. En af Kakuzus roller i Akatsuki er at skaffe penge, hvilket han gør ved at slå eftersøgte folk ihjel og så få udbetalt en løsesum. Dette går ud over en munk, som bliver taget til fange og slået ihjel. Asumas gruppe af jounins kommer på jobbet og skal stoppe Kakuzu og Hidan. Asuma indleder selv kamp med Hidan og ender med at blive slået ihjel. I mellemtiden træner Naruto sammen med Kakashi. Naruto finder ud af, at han er i stand til at bruge naturelementet vind, og Kakashi vil lære ham at kunne bruge elementet. Tricket for at kunne lære det hurtigere er, at Naruto skal lave en masse kloner, som også skal træne, da alt det klonerne lærer, lærer Naruto også. Naruto skal først lære at skære et blad over kun med sin vindchakra, og derefter skal han kunne dele et vandfald ved hjælp af samme metode. Til sidst skal han prøve at få vindchakraen til at blande sig med chakraen i hans rasengan. Imens Naruto træner, tager Team 10, bestående af Shikamaru, Ino og Choji, ud for at finde Hidan og Kakuzu, så de kan hævne Asumas død. Tsunade er imod det og forsøger at stoppe dem, men Kakashi træder ind og siger, at han vil tage med dem. De indleder en eftersøgning og indleder sig derefter i kamp med de to fra Akatsuki. Det lykkedes Shikamaru at få Hidan med ud i en skov, ejet af hans familie, hvor han bliver sprunget i stykker. Hidans hoved bliver ved med at tale – selv efter det har forladt kroppen, men det vil stoppe, hvis han ikke dræber et andet menneske med sit ritual inden for 2-3 dage. Kakashi har det lidt sværere med Kakuzu, da det viser sig at Kakuzu har fem hjerter, som alle har deres eget naturelement, og de er i stand til at forlade hans krop, som han selv ønsker. Det ser sort ud for Kakashi, Ino og Choji, da Kakuzu angriber med et ildangreb, men det lykkes Team 7, bestående af Naruto, Sakura, Sai og Yamato, at stoppe angrebet. Naruto indleder kamp imod Kakuzu alene og forsøger at bruge sin nye jutsu rasenshuriken imod ham, han fejler første gang, men rammer anden gang, hvilket bliver Kakuzus endeligt. Da de vender tilbage til Konoha får Naruto at vide, at han ikke må bruge rasenshuriken, da det skader hans arm.

#### Jagten på Itachi-akt (kap. 343-403)
Andetsteds føler Sasuke, at han er klar til langt om længe at stå ansigt til ansigt med sin storebror, Itachi, som på koldblodig vis nedslagtede hele Uchiha-klanen. Men før han kan det, må han vriste sig fri af Orochimarus klør. Det udarter sig i kamp mellem lærer og elev. Sasuke vinder.
Nu da Sasuke er sin egen herre, drager han ud for at samle sig et team. Han ved, at han ikke kan opnå sit mål på egen hånd. Derfor drager han til forskellige af Orochimarus huler, hvor han finder stærke shinobier, som er blevet brugt som eksperimenter for Orochimarus sygelige optagelse af evigt liv. Dermed bliver Suigetsu, Karin og Jugo rekrutteret.
Sasuke finder dog ikke Itachi til at starte med, men støder i stedet på Deidara, som altid har hadet Itachi for hans sharinganøjne. Endnu en kamp opstår, og Sasuke kæmper mod Deidara, mens hans Akatsukikompagnon, Tobi, som har erstattet Sasori, holder sig på sidelinjen. Det bliver drabeligt, og det ender næsten med at begge dør af Deidaras eksplosive kamekaze, men Sasuke undslipper ved at tage kontrol af Orochimarus slange, Manda. Hårdt såret trækker Sasuke og hans gruppe, Hebi, sig tilbage for at behandle skaderne. 
Allerede inden kampen mellem Sasuke og Deidara starter, er en relativt stor gruppe af Konohashinobis, indeholdende: Naruto, Sakura, Sai, Yamato, Kakashi, Kiba, Hinata og Shino slået sig sammen for at at jagte Sasuke, som de ved befinder sig i Ildlandet. 
Imens i Konoha snakker Jiraiya med Tsunade og fortæller, at han har fået rapporteringer om, at Akatsukis leder opholder sig i Amegakure og er kendt blandt indbyggerne under betegnelsen gud. Tsunade prøver at tale Jiraiya fra det, hun har en slem forudanelse, men han er opsat på at infiltrere Amegakure og få information med sig om Akatsukis leder. 
Efter Jiraiya ubemærket er kommet ind i Amegakure – tror han selv – og arbejder på at samle info, støder han i første omgang på en af sine tidligere elever, Konan, som er partner med Akatsukilederen – Akatsukis medlemmer er opdelt i grupper på to mand. Da Akatsukilederen, under navnet Pain, indtræder scenen, fører det hurtigt til kamp mellem ham og Jiraiya. Under kampen oplever Jiraiya mærkelige tendenser hos Pain. Hans rinneganøjne, et kekkei genkai, som han kun tidligere har set hos en anden af sine tidligere elever, Nagato. Alle verdens kendte jutsuer siges også at have oprindelse i rinneganøjnene. Derudover optræder Pain i flere skikkelser, seks i alt, alle med orange hår og disse rinneganøjne og piercinger over hele kroppen. Deruderover er en af Pains kroppe, Yahiko, endnu en af Jiraiyas tidligere elever. Konan, Yahiko og Nagato var forældreløse under krigen, og Jiraiya blev og trænede dem til at blive dygtige ninjaer, inden han vendte tilbage til Konoha. Nagato havde rinneganøjne, men nu var det pludselig Yahiko. Jiraiya forstår ikke noget af det, men søger en logisk forklaring, mens kampen raser. Jiraiya er en af Konohas allerstærkeste og mest erfarne shinobi og tilmed en legendarisk sannin. Men de seks mystiske Pain er en større mundfuld, end Jiraiya kan magte. Han formår dog at knække gåden omkring Pains mystik og indgravere en besked til Konoha og Naruto om dette, inden han selv mister livet...
Vi er tilbage ved Sasuke, som har læget sine sår, og igen, sammen med de andre medlemmer af sin gruppe Hebi, forsøger at opsnuse Itachi. Det lykkes. Og langt om længe kan Sasuke få opfyldt sit ønske om at hævne sine forældre og resten af Uchihaklanen. Da de begge besidder og forstår at bruge sharingan, bliver det en speciel kamp, som bygger på begges færdigheder i øjenkunst. Ved kampens ende står kun Sasuke tilbage med livet i behold, han er dog hårdt medtaget! Imens blev Naruto og de andre stoppet af Tobi, Deidaras partner, som uden problemer undviger deres angreb, og Kakashi synes at ane en sharigan bag hans maske.
Da Sasuke vågner efter et blackout, befinder han sig alene med Tobi. Tobi fortæller, at han ikke er den, han udgiver sig for at være. Hans navn er ikke Tobi, men Madara Uchiha, og at han er den rigtige leder af Akatsuki og har trukket i trådene bag Pain. Madara var rival med den første hokage og havde været med til at lave Konoha, og de to udkæmpede en drabelig kamp for mange år tilbage. Madara fortæller Sasuke sandheden om Itachi. Hvorfor han dræbte hele Uchihaklanen, og hvem fra Konohagakure, der fik ham til det, og hvorfor han kun lod Sasuke overleve. Sasuke accepterer Madaras forklaring og melder Hebi ind i Akatsuki. Sasuke ønsker dog ikke at være under Madaras fulde kommando. Men for at vise at Madara kan stole på ham, drager han og Suigetsu, Karin og Jugo ud for at fange den ottehalede bijus jinchuriki, der går under navnet Killerbee. Killerbee er en større mundfuld, end Hebi kan klare, og de får da først bugt med ham, da Sasuke bruge sine nye kræfter, mangekyou sharingan. Den ottehalede bijus jinchuriki er fanget, og Hebi drager tilbage til Madara med byttet.

#### Senjutsu Træning-akt (kap. 404-418)
Dette her er bare en venteakt – og dog. Det bliver startskuddet til en milepæl for Naruto. Fukasaku er returneret til Konoha med en sørgelig meddelelse. Jiraiya er faldet i kamp. Det er en choknyhed, Tsunade, og især Naruto, har svært ved at tro på. Fukasaku er overbevist om at Jiraiyas skæbne var at vejlede Naruto. Og nu da Jiraiya er tabt, påtager Fukasaku sig den opgave. Han vil oplære Naruto i sagekunst. 
Ydermere bringer Fukasaku den krypterede kode, Jiraiya efterlod, med sig samt det ene af de seks Pain lig. De står med en masse løse ender. Og det er højeste prioritet i Konoha at få løst gåden om den uovervindelige Pain. Hvad er hans hemmelighed? Det bliver Shikamarus opgave, sammen med Konohas dekrypteringsafdeling at knække koden. Shikamaru er sikker på, at Naruto er nøglen til at løse gåden. 
Det tager lidt tid for Naruto at samle sig, men han indser, at det var Jiraiyas ønske, at han skulle videreføre hans shinobivisdom og livsglæde. Så han indleder sig i Fukasakus hårde træning. Naruto har en ukuelig kampånd og arbejder som en hest. Han har så godt som mestret kunsten til fulde, da han er nødsaget til at indstille træningen, da han bliver kaldt tilbage til Konoha!

#### Pains Invasion-akt (kap. 419-450)
De seks Pain invaderer Konoha og begynder at smadre byen. De spørger ninjaerne i byen om, hvor Naruto Uzumaki er, og de fleste bliver myrdet, da ingen vil give information ud. Kakashi Hatake, Shizune, og mange andre ninjaer falder i kamp. Byen Konoha bliver praktisk talt helt udslettet af Pain, mens de overlevende beboere i byen er blevet reddet af Tsunades snegle. Naruto bliver teleporteret tilbage fra Fukasakus træning, hvorefter han spørger ind til, hvor han er, men finder ud af, at byen er blevet smadret. Naruto er stærkere, end han plejer at være, og han kæmper mod Pain. Alle seks Pain bliver slået ihjel, og Naruto finder vej til den rigtige Pain, hvorefter de snakker. Nagato, den rigtige Pain, fortæller om sit liv, og til sidst genopliver Nagato de døde beboere i Konoha, hvorefter han dør af det. Naruto bliver hyldet som en helt, da han kommer tilbage til byens ruiner.

#### De fem Kages Møde-akt
Endelig reagerer alle de fem kager. De aftaler at lave et møde i The Land of Iron. De mødes efter mange udfordringer. Naruto er også med i den akt. Han prøver nemlig at få raikagen til at lade være med at prøve at dræbe Sasuke. Men det fejler, eftersom at Bee nok er død efter at blive taget til fange af Sasuke. Naruto får intet ud af det. Ved mødet snakker kagerne om at stoppe Akatsuki, men efter meget tumult afslører Ao, at Danzo har Shisuis sharingan, som han bruger til at kontrollere samurailederen. Pludselig under mødet dukker en af Zetsus kloner op. Han fortæller, at Sasuke er der. Raikagen nakker ham og går ud for at finde ham. Da han kommer, har Sasuke allerede bekæmpet og dræbt nogle samuraier. Raikagen angriber Sasuke, Jugo og Suigetsu. De ender med at have fremkaldt Sasukes Susano'u. Gaara bryder ind, og Sasuke flygter og når ind til mødepladsen. Da han kommer ind, flygter Danzo. Sasuke ender med at kæmpe mod Mizukage, han bliver reddet af Madara. Madara forklarer kageerne om bijuernes styrke, og om at der vil komme den fjerde store ninjakrig, hvis ikke de giver ham Naruto og Killerbee, som brugte hans tilfangetagelse som en mulighed for at komme ud og opleve verdenen. Madara fører Sasuke hen til Danzo, hvor kampen begynder. Danzo viser sin højre arm. Der er ti sharingans i. Danzo kan en hemmelig kunst, Izanagi. Det ender med, at Danzo dør. Sakura finder Sasuke og prøver at dræbe ham, hun bliver reddet af Kakashi. Naruto ankommer lidt efter og redder Sakura, så hele det gamle Team 7 er samlet igen. Zetsu advarer Madara om udviklingen, og Madara ankommer for at hente Sasuke.

#### Fængsling af Kyubien-akt
Tekst mangler, hjælp os med at skrive teksten

#### Shinobi-verdenskrigen-akt
Tekst mangler, hjælp os med at skrive teksten

## Steder
Konohagakure er "Byen skjult i løvet", også kaldes for "Konoha". Deres leder har titlen Hokage 

Kendte personer til denne titel er:
1. Hokage. Hashirama Senju – Manden der opførte Konoha. Er den eneste kendte person, som evnede Mokuton (træ-element). Yamato er skabt ud fra hans DNA. Rival til Madara Uchiha og den eneste, der har formået at besejre Madara. Død af ukendte årsager.
2. Hokage. Tobirama Senju – Lillebror til Hashirama. Manden der udarbejdede teknikken 'Impure World Resurrection'. Tildelte uchiha klanen deres politi korps og oprettede ANBU m.m. Onkel til Tsunade. Sensei til Hiruzen. Udpeger sig selv som lokkedue på mission, for at redde sit team, heriblandt Hiruzen og Danzo, og dør.
3. Hokage. Hiruzen Sarutobi – Far til Asuma. Bedstefar til Konohamaru. Kendt som den stærkeste Hokage Konoha har haft. Han siges at evne mere end 1.000 forskellige jutsuer og blev ofte refereret til som 'Shinobi-guden'. Sensei til Tsunade, Jiraiya og Orochimaru. Dør i kamp mod Orochimaru.
4. Hokage. Minato Namikaze – Den mest famøse af Konohas Hokager, da han var et geni shinobi verdenen sjældent før havde set. Kendt som 'det gule lyn' og benytter sig af teleportations jutsuer. Far til Naruto. Dør da han forsegler Kyuubien i Naruto. 
5. Hokage. Tsunade – Første kvindelige Hokage. Barnebarn af den første Hokage. Kendt i hele shinobi-verdenen for sine lægekundskaber. Falder i koma og vikarieres kort tid af Danzo, men vågner op igen, og fortsætter med at være hokage. 
6. Hokage. Danzō Shimura – Uofficielt udråbt sjette Hokage. Leder af Konohas 'Root-division' og Sai's overordnede. Hans krop besidder Hashirama's DNA og 10 Sharingan øjne. Dør i kamp mod Sasuke Uchiha.

Sunagakure er "Byen skjult i sandet". Deres leder har titlen Kazekage

Kendte personer til denne titel er:
3. Kazekage. Evnede at benytte sig af magnetisk jernsand. Var jinchuriki for ichibien, Shukaku, før Gaara. Forsvandt en dag fra Sunagakure, dræbt af Sasori og omgjort til dukke.
'4. Kazekage. Gaara's far. Anså sin søn som potentiel farlig og forsøger ham snigmyrdet. Dræbes af Orochimaru før Chunin eksamen.
5. Kazekage. Gaara no Sabaku. Benytter sig af sand til jutsu. Jinchuriki for ichibien og anses som farlig i Sunagakure. Udråbt til Kazekage da 'Naruto Shippuden' starter. 
Iwagakure er "Byen skjult mellem stenene". Deres leder har titlen Tsuchikage.
 
Berygtet for at have benyttet sig af Akatsuki.
Kendte personer til denne titel er: 
Muu – 2. Tsuchikage. Genoplivet af Kabutos "Edo Tensei" under ninjaverdenskrigen. Kan splitte sin krop i 2. Her er ikke tale om kloner men en ægte kropssplittelse, dermed splitter han også sin chakra i 2.
Onoki – 3 Tsuchikage. En gammel mand med ondt i ryggen. Har kæmpet mod Madara Uchiha. Evner at flyve og kan splitte sine modstandere ad i molekylære atomer med hans Jinton (støv-element).

Kirigakure er "Byen skjult i tågen". Deres leder har titlen Mizukage.
 
Kendte personer til denne titel er:
2. Mizukage. Hans navn er ikke oplyst endnu. Han genoplives af Kabutos "Edo Tensei" under ninjaverdenskrigen. Han er fra Hōzuki klanen, ligesom Suigetsu.
Yagura – 4. Mizukage. Jinchuriki for den tre-halede biju, Sanbi. Han var kontrolleret af Madara Uchiha, som ret beset var den "ægte" 4 Mizukage.
Mei Terumi – 5. Mizukage. Hun er evner 3 elementer samt 2 Kekkei Genkai: Vand, Ild og Jord, samt Lava (kombination af Ild og Jord) og Syre (kombination af Ild og Vand). 
Kumogakure er "Byen skjult i skyerne". Deres leder har titlen Raikage. Kumogakure bliver landet hvor Naruto træner i at kontrollere Kyubien.
Kendte personer til denne titel er: 
2. Raikage. Hans navn er endnu ikke oplyst. Figurerede som Kage under den 1. verdenskrig. Ses i et flashback.
3. Raikage. Hans navn er endnu ikke oplyst. Er afsindigt hårdfør. Besejrede og indfangede Hachibien da den gik bersærk. 
A – 4. Raikage. Bror til Killerbee. Han bliver øverste leder af de forenede ninja nationers alliance i 'Den 4. Store Ninja Verdenskrig'. Han vil hævne sin, tilsyneladende, besejrede bror, ved at dræbe Sasuke Uchiha. Han kapper sin venstre hånd af i kampen mod Sasuke.

Amegakure er "Byen skjult i regnen". Har lokalitet i et område imellem Ild- Vind- og Jordlandet – Bedre kendt som Regn-landet. Lander lider enormt under de store ninja nationers 3 verdenskrige. Det er her Jiraiya oplærer de 3 forældreløse børn, Konan, Nagato og Yahiko i ninjutsu. Hanzo var i mange år byens leder, indtil han blev dræbt af Pain.

Otogakure er en by oprettet af Orochimaru, for det ene formål at producere shinobier til sine eksperimenter. Det er ikke en by som sådan, men mere en række skjulesteder spredt over hele landet Oto No Kuni.

## De vigtigste personer
Personer:
Team Kakashi
- Naruto Uzumaki – Hovedperson. Højtråbende og ukuelig viljestyrke. Ønsker at bliver hokage. Forelsket i Sakura. Søn af Minato, fjerde hokage, Naruto får først kendskab til det efter episode 155-167 i Naruto Shippuden.
- Sasuke Uchiha – Vil kun hævne udslettelsen af sin klan. Ven og rival af Naruto. For sandheden at vide og for gjort fred med denne hævnagtighed senere hen
- Sakura Haruno – Forelsket i Sasuke. Taler med sig selv. Stræber. Ekstremt god chakra kontrol. Nu også healer.
- Kakashi Hatake – Sensei for Naruto, Sasuke og Sakura. Afslappet og upunktelig. Formidabel shinobi. Gais rival. Dyster fortid. Og kendt som "The copy ninja" af andre byer/village.
- Sai – Ansat i Konohas hemmelige organisation Root. Kender ikke til følelser, men udvikler et venskab til Sakura og Naruto.

Team Asuma
- Shikamaru Nara – Doven, men et geni og en utrolig strateg.
- Choji Akimichi – Ædedolk og stærk til taijutsu.
- Ino Yamanaka – Forelsket i Sasuke. Sakuras rival.
- Asuma Sarutobi – Sensei for Shikamaru, Chouji og Ino. 1 af de 12 ninja bodyguards. Ryger. Gift med Kurenai.

Team Kurenai
- Shino Aburame – Siger ikke meget og skjuler sig altid bag solbriller og høj krave. Bruger biller i hans jutsu.
- Kiba Inuzuka – Højtråbende og altid i følgeskab med sin hund, Akamaru.
- Hinata Hyuga – Genert og forelsket i Naruto. Og medlem af en de største klan, "Hyuga klan"
- Kurenai Yuhi – Sensei for Shino, Kiba og Hinata. Nyudklækket jonin. Gift med Asuma.

Team Gai
- Rock Lee – Evner kun taijutsu. Hårdtarbejdende. Forelsket i Sakura
- Neji Hyuga – Han mener han er den bedste pga. hans intelligens. Dør i kapitel 614 imod den ti halede.
- Tenten – Benytter sig af alle slags ninjavåben.
- Maito Gai – Sensei for Lee, Neji og Tenten. Konkurrence-menneske. Kakashis rival/ven.

Sand søskende
- Gaara No Sabaku – 4. Kazekage. Lidt psykotisk, men bliver helt stabil. Dyster fortid.
- Kankuro – Dukkefører og storebror til Gaara. Og lillebror til Temari
- Temari – Hendes våben er en vifte. Storesøster til Gaara og Kankuro.

Team Hiruzen
- Jiraiya – Tudsernes herre. Lidt pervers, men en meget stærk shinobi. Har altid stået lidt i skyggen af Orochimaru. Narutos gudfar.
- Tsunade – Lægeninja og superstyrke. Har afvist alle Jiraiyas tilnærmelser.
- Orochimaru – Et geni. Eksperimenterer med mennesker for at opnå evigt liv og kendskab til alle jutsuer.
- Hiruzen Sarutobi – 3. Hokage og Konohas stærkeste Shinobi i sin storhedstid. Kendskab til mange jutsuer.

Akatsuki
- Pain(Nagato og Yahiko) – Akatsukis umiddelbare leder. Besidder Rinnegan.
- Konan – Loyal overfor Nagato og Yahiko til det sidste. Hendes jutsu er kendetegnet ved origami.
- Zetsu – Ikke et ægte levende væsen. Resultat af Madaras udnyttelse af Hashiramas kræfter og DNA. Spionerer og optager alt, hvad han ser. Kan lave tilnærmelsesvis ægte kloner af andre personer.
- Tobi – Tobi udgiver sig for at være Madara og dette er hans forklædning og hans dække så ingen opdager hans sande identitet som i virkeligheden er Obito Uchiha, og var Kakashis gamle teamkammerat. Han blev manipuleret af Madara Uchiha. Togidentiteten som Madara Uchiha fra Itachis død indtil Kabuto hidkalder den rigtige Madara via reanmerings teknikken. Får hans korrekte identitet afsløret da Naruto, Killer Bee, Kakashi, og Guy smadrer hans maske i kapitel 598-600. Pga. Madaras manipulation er hans virkelighedsfornemmelse noget forskruet.
- Kisame Hoshigaki – Besidder chakra på størrelse med en jinchuriki. Hans sværd spiser modstanderes chakra. Leger med sine modstandere.
- Itachi Uchiha – Sasukes bror. Myrdede sin klan og sluttede sig til Akatsuki for at undgå krig i Konoha. Meget hemmelighedsfuld. Ønskede at dø ved sin lillebrors hånd, for at Sasuke kunne være en helt for at hævne Uchiha klanens massakre. Ønskede også at alle hans løgne skulle gå i døden med ham, men det lykkedes ikke takket være Tobi. Blev reanimeret af Kabuto under den 4. verdenskrig, men fik ved hjælp af en gave han gav til Naruto stoppet den kontrol Kabuto havde over ham. Fandt og stoppede Kabuto og hans reanimerede hær ved hjælp af Sasuke. Fik også gjort fred med Sasuke inden han forsvandt helt.
- Sasori Akasuna – Dukkefører og fremstiller næsten uhelbredelige gifte. Mener hans dukker er ægte kunst.
- Deidara – Respektløs og mener hans ler-eksplosioner er ægte kunst.
- Hidan – Tilbeder guden Jashin og får til gengæld udødelighed.
- Kakuzu – Besidder 5 hjerter og mestrer alle 5 elementer. Bekymre sig kun om penge.
- Orochimaru – Bruger jutsuer baseret på slanger. Har forladt Akatsuki og bliver blandt andet søgt dræbt af Sasori.

Hebi/Taka
- Karin – Lidt lun på Sasuke, men får knust sit hjerte da Sasuke ofre hende. Kan føle chakra. stammer fra den samme klan som Naruto "uzumaki klan"
- Jugo – Ukontrollabel, på nær af Sasuke og Kimimaro.
- Suigetsu – Kan på alle tidspunkter omdanne sin krop til vand. Ønsker sig bl.a. Zabuza og Kisames sværd, da de er 2 af de 7 sværdbærere fra tågen. Han vil gerne have alle 7.
- Sasuke Uchiha – Dræber Orochimaru efter han er færdigudlært.

Andre
- Inari – Bliver gode venner med Naruto. Barnebarn til Tazuna.
- Tazuna – Brobygger der eskorteres til landet 'Nami no Kuni' af Team Kakashi. Bedstefar til Inari.
- Haku – Meget ung og stærk shinobi. Zabuzas 'skytsengel'. Anser ikke sig selv for andet end værktøj for Zabuzas vilje.
- Chiyo – Sunagakures øverste samrådsmedlemmers vejleder. Bedstemor til Sasori Akasuna. Dør da hun ofre sit eget liv for Gaaras.
- Fukasaku – Gammel frø. Jiraiyas sensei. Underviser Naruto i Sage-jutsu. Bor sammen med Shima.
- Shima – Gammel frø. Laver ulækker frømad under Narutos træning så han kan få energi. Bor sammen med Fukasaku.
- Obito Uchiha – Medlem af team Minato. Person Kakashi har fået sin sharingan fra. Var rival med Kakashi. Da han døde overtog Kakashi mange af hans karaktertræk, som fx hans upunktelighed. Døde tilsyneladende under den 3. store shinobi verdenskrig.
- Rin – Medlem af team Minato. Forelsket i Kakashi. Kender til medicinsk ninjutsu.

Konohagakure
- Shikaku Nara – En af Konohas samrådsmænd. Meget klog. Shikamarus far.
- Inoichi Yamanaka – Konohas bedste shinobi, hvad angår at udvinde informationer fra andre shinobiers sind. Inos far.
- Choza Akimichi – Et stærkt medlem af Akimichi klanen. Chojis far.
- Iruka Umino – Som ung mindede han om Naruto. Naruto ser ham som den far han aldrig har haft.
- Ebisu – Konohamarus sensei. Perverst anlagt.
- Konohamaru Sarutobi – Ser Naruto som sin rival, men samtidig sit forbillede.
- Shizune – Tsunades højre hånd. Lægeninja.
- Anko Mitarashi – Chunin-eksamen vejleder. Tidligere elev af Orochimaru.
- Ibiki Morino – Konohas ekspert i at tortere og drive gæk med sindet. Hans udseende er meget hærget.
- Yamato / Tenzo – Medlem af Konohas ANBU Black Ops. Han er den eneste der nogenlunde kan kontrollere Narutos kyuubi.
- Kotetsu Hagane – Konoha Jonin. Optræder i en række situationer sammen med Izumo.
- Izumo Kamizuki – Konoha Jonin. Optræder i en række situationer sammen med Kotetsu.
- Danzo Shimura – Leder af Konohas Root-division. Nationalistisk holdning og vil tilegne sig magten i Konoha.
- Torune – Danzos bodyguard ved de 5 kages møde.
- Fu – Danzos bodyguard ved de 5 kages møde.
- Shisui Uchiha – Nævnes i en række situationer. Itachis ven. Danzo besidder hans øje.
- Hashirama Senju – 1. Hokage. Mokuton-anvender.
- Tobirama Senju – 2. Hokage. Tsunades onkel.
- Minato Namikaze – Narutos far. 4. Hokage. Uovertruffent geni. Benytter sig af jutsu som manipulerer med tid og rum. Naruto har arvet hans udseende.
- Kushina Uzumaki – Narutos mor. Den nihaledes jinchuriki før Naruto. Naruto har arvet alle hendes personlige karaktertræk.

Kumogakure
- A – 4. Raikage. Brutal og aggressiv.
- Killerbee – 4. Raikages bror. Laver rap og vil gerne på eventyr.
- Samui – Ung kunoichi. Kaptajn af gruppe bestående af hende, Karui og Omoi.
- Karui – Ung kunoichi. Hendes person minder lidt om Sakura.
- Omoi – Har altid en slikkepind. Fortænker alt.
- Darui – Raikages bodyguard ved de 5. Kages møde.
- C – Raikages bodyguard ved de 5. Kages møde.

Iwagagakure
- Onoki – 3. Tsuchikage. Har ikke meget tilovers for unge shinobi.
- Akatsuchi – Tsuchikages bodyguard ved de 5. Kages møde.
- Kurotsuchi – Tsuchikages bodyguard ved de 5. Kages møde.

Kirigakure
- Zabuza Momochi – Koldblodig forbryder. Dræber lydløst. Er 1 af de 7 ninja sværdmænd fra tågen, den ældre generation.
- Mei Terumi – 5. Mizukage. Mestrer 3 elementer. Vand, ild og jord
- Chojoro – Et nyere medlem af de 7 ninja sværdmænd fra tågen den nye generation. Mizukages bodyguard ved de 5. Kages møde.
- Ao – Besidder et byakugan-øje som er stjålet under nogle kampe med Hyuuga-klanen. Mizukages Bodyguard ved de 5. Kages møde.

Otogakure
- Tayuya – 1 af Orochimarus bodyguards. Har forbandelses-mærket.
- Kidomaru – 1 af Orochimarus bodyguards. Har forbandelses-mærket.
- Jirobo – 1 af Orochimarus bodyguards. Har forbandelses-mærket.
- Sakon og Ukon – 1 af Orochimarus bodyguards. Har forbandelses-mærket.
- Kimimaro – 5. medlem af Orochimarus bodyguards. Oprindeligt tiltænkt pladsen som Orochimarus næste krop inden han opdagede Sasuke.
- Kin – Marionet for Orochimaru under Chunin-eksamen. Dør da Orochimaru ofre hende med 'Impure World Resurrection'.
- Zaku – Marionet for Orochimaru under Chunin-eksamen. Dør da Orochimaru ofre ham med 'Impure World Resurrection'.
- Dosu – Marionet for Orochimaru under Chunin-eksamen. Dør da han konfronterer Gaaras indre dæmon.
- Kabuto Yakushi – Orochimarus højre hånd. Klog og dygtig. Er en af de bærende skurkeroller senere i historien.
- Yoroi – Genin på Kabutos hold under Chunin-eksamen. Taber til Sasuke.
- Misumi – Genin på Kabutos hold under Chunin-eksamen. Taber til Kankuro

## Danske stemmer
- Naruto Uzumaki - Zacharias Grassme
- Sasuke Uchiha - Andreas Nicolet
- Sakura Haruno - Sophie Larsen
- Kakashi Hatake - Jens Jacob Tychsen
- Rock Lee - Mathias Klenske
- Neji Hyuga - Andreas Jessen
- Tenten - Annevig Schelde Ebbe
- Hikari Uchiha - Annevig Schelde Ebbe
- Might Guy - Kasper Leisner
- Choji Akimichi - Sune Svanekier
- Ino Yamanaka - Trine Glud
- Asuma Sarutobi - Peter Zhelder
- Kiba Inuzuka - Mads Knarreborg
- Shino Aburame - Mathias Klenske
- Kurenai Yuhi - Anne Oppenhagen Pagh
- Gaara - Mads Knarreborg
- Kankuro - Sune Svanekier
- Temari - Anne Oppenhagen Pagh
- Hiruzen Sarutobi/Tredje Hokage - Nis Bank-Mikkelsen

## Organisationer/klaner
Akatsuki: En organisation af S-Rangs eftersøgte forbrydere. De er missing ninjas eller forviste ninjaer og deres mission er at fange alle Jinchuriki (mennesker med halede dæmoner i sig) og få dæmonerne ud af dem, som de senere vil bruge til at overtage verden.
Uchiha-klanen: Uchiha klanen var en af de største og mest eftertragtede klaner. De var også klanen med det fantastiske Sharingan øje. Klanen blev skabt af Madara Uchiha, og da han og Senju-klanen blev enige om at stifte den første ninjaby, kunne de ikke enes om, hvem der skulle være den første Hokage. Men da flertallet valgte Hashirama Senju, Madaras konkurrent, som Hokage forlod Madara byen. For at ophøje Uchiha-klanen og deres historiske status, byggede Hashirama et særligt sted – kun for Uchiha-klanen.
Sasuke og Itachis far var overhoved for klanen dengang han levede, men Itachi blev beordret til at udslette Uchiha-klanen af den 3. Hokage og de andre overhoveder af Konoha, da Uchiha-klanen planlage et statskup. Itachi var nødt til det og gjorde som de sagde; han dræbte hver og en, undtagen én person han ikke kunne dræbe, hans lillebror: Sasuke Uchiha.
Hebi/Taka: Oprettet af Sasuke med det formål at ingen forhindre ham eller blander sig i hans opgør med Itachi. Men gruppen får også andre funktioner gennem historien. Gruppen hed "Hebi" til at begynde med, men skifter navn til "Taka" efter Madara har fortalt Sasuke sandheden omkring Itachi. Medlemmer er Suigetsu fra Kirigakure, samt Karin og Jugo som alle har haft relationer til Orochimaru.

## Naruto spil
- Naruto: Clash of Ninja
- Naruto: Ultimate Ninja
  - Naruto Shippuden: Ultimate Ninja Storm 2